# Ковбой из Копенгагена
«Ковбой из Копенгагена» (англ. Copenhagen Cowboy) — сериал датского режиссёра Николаса Виндинга Рефна с Анжелой Бундалович в главной роли. Его премьера состоялась в сентябре 2022 года на 79-м Венецианском кинофестивале, 5 января 2023 года сериал вышел в цифровой прокат. Он получил высокие оценки критиков

## Сюжет
Главная героиня сериала — молодая девушка по имени Миу, которая приносит другим людям счастье за деньги. Хозяйка албанского поместья под Копенгагеном нанимает её, чтобы забеременеть, а когда из этого ничего не выходит, Миу насильно отправляют в бордель. Героине удаётся выжить, отомстить своим врагам и победить в последней серии главаря китайской мафии.

## В ролях
- Анжела Бундалович[англ.] — Миу
- Златко Бурич — Мирослав
- Лола Корфиксен — Ракель

## Список эпизодов
| № | Название                                                 | Режиссёр             | Автор сценария              | Дата премьеры |
| - | -------------------------------------------------------- | -------------------- | --------------------------- | ------------- |
| 1 | «Miu the Mysterious» «Миу Таинственная»                  | Николас Виндинг Рефн | Сара Изабелла Йонссон Ведде | 5 января 2023 |
| 2 | «Vengeance Is My Name» «Месть - мое имя»                 | Николас Виндинг Рефн | Неизвестно                  | 5 января 2023 |
| 3 | «Dragon Palace» «Дворец Дракона»                         | Николас Виндинг Рефн | Неизвестно                  | 5 января 2023 |
| 4 | «From Mr. Chiang with Love» «От мистера Чанга с любовью» | Николас Виндинг Рефн | Неизвестно                  | 5 января 2023 |
| 5 | «Copenhagen» «Копенгаген»                                | Николас Виндинг Рефн | Неизвестно                  | 5 января 2023 |
| 6 | «The Heavens Will Fall» «Небеса упадут»                  | Николас Виндинг Рефн | Неизвестно                  | 5 января 2023 |

## Создание и оценки
«Ковбой из Копенгагена» стал первым проектом Рефна за 15 лет, снятым в Дании. Сценарий сериала написали Сара Изабелла Йонссон, Йоханна Алгрен и Мона Масри. Премьера состоялась в сентябре 2022 года на 79-м Венецианском кинофестивале, цифровой релиз на Netflix состоялся 5 января 2023 года.
Карине Назаровой (журнал «Сеанс») «Ковбой из Копенгагена» «временами кажется очень сказочным, по-ребячески смелым и по-юношески грустным». Рецензентка увидела в сериале полную смену повествовательных стратегий Рефна и переход к новым локациям: вместо городских улиц и ночных клубов здесь появляются «фантасмагории природы». Для Егора Козкина («Фильм.ру») «Ковбой из Копенгагена» — «неоновый вестерн», автор которого отказывается от «маскулинной центровки своих предыдущих работ»: главная героиня здесь борется с патриархатом как с причиной творящихся несправедливостей. Элиза Данте (портал «Кинотексты») увидела в сериале «линчевскую сюр-иронию и неоновую сказочность», отметив, что сюжет остался почти столь же непонятным, как и в предыдущей работе Рефна — «Слишком стар, чтобы умереть молодым».